# Fox River (Michigansee)
Der Fox River ist ein Fluss in Zentral- und Ost-Wisconsin in den USA.
Er fließt von Süden nach Norden durch zahlreiche Städte wie Neenah, Menasha, Appleton, Little Chute, Kimberly Combined Locks und Kaukauna. Geografisch unterteilt man den Fluss in einen oberen Teil, der sich von Zentral-Wisconsin bis in den Lake Winnebago erstreckt, und einen unteren Teil, der den Lake Winnebago mit der Green Bay (Michigansee) verbindet. Gemeinsam haben die beiden Teile eine Länge von 322 Kilometer (200 Meilen).

## Geschichte
Nachdem sich die Gletscher, die einst große Teile des Bundesstaates Wisconsin bedeckt hielten, zurückgebildet hatten, wurde der Fox River zu einer wichtigen natürlichen Ressource für zahlreiche Stämme der Indianer. Archäologen gehen davon aus, dass die ersten Menschen bereits 7000 vor Christus in der Großregion des Fox Rivers lebten.
Vor der europäischen Besiedlung im späten 17. Jahrhundert boten die Ufer des Fox Rivers gemäß Schätzungen etwa der Hälfte der rund 25.000 Indianer, die das Land des heutigen Bundesstaates Wisconsin besiedelten, eine Heimat.

### Die ersten Europäer
Die ersten Europäer erreichten den Fox River im Jahre 1634, als die Franzosen unter der Führung von Jean Nicolet die Gegend erkundeten. 1673 gelangten Jacques Marquette und Louis Joliet mithilfe von Kanus bis nach Portage. Die Stadt Portage verdankt ihren Namen dem gleichnamigen englischen Wort (englisch für "Wasserfortbewegungsmittel tragen", um Hindernisse im Wasserabschnitt umgehen zu können). Auf dem Landweg gelangten sie vom Fox River zum Wisconsin River und führten ihre Reise auf dem Wasserweg fort und paddelten schließlich in Richtung Mississippi River. Damit gelang es ihnen, einen wichtigen Wasserweg zwischen den Großen Seen und dem Mississippi zu etablieren. Der Wasserweg wurde unter dem Namen Fox–Wisconsin Waterway bekannt und war eine häufig genutzte Route für Pelzhändler während der französischen Kolonialisierung des amerikanischen Kontinents.

### Industrielle Revolution
Auch in den 1850er Jahren verlor der Fox–Wisconsin Waterway keineswegs an Bedeutung. Die Fox and Wisconsin Improvement Company errichtete Dämme, um den Fox River und den Wisconsin River bei Portage miteinander zu verbinden. Das Unternehmen erhoffte sich, Green Bay als Hafenstadt und als einen Konkurrenten zu Chicago etablieren zu können. Das ehrgeizige Ziel konnte nie erreicht werden, was sicherlich größtenteils auf die geringe Tiefe des oberen Teils des Fox Rivers zurückzuführen war. Größere Schiffe konnten die Passage nicht nutzen. Statt der geplanten Entwicklung als Güterumschlagsplatz wurde die Gegend am unteren Teil des Fox Rivers zum industriellen Zentrum einer ganzen Region.
Während des 19. Jahrhunderts, als Wisconsin der führende Produzent von Weizen war, entstanden an den Ufern des Fox Rivers zahlreiche durch die Kraft des fließenden Wassers betriebene (Mehl-)Mühlen. In den 1860er Jahren ging Wisconsins Weizenproduktion deutlich zurück und die (Weizen-)Mühlen wurden kurzerhand zu Papiermühlen umfunktioniert. Zahlreiche bekannte Papierproduzenten, unter anderem Kimberly-Clark, Northern Paper Mills (Quilted Northern) und die Hoberg Paper Company (Charmin) ließen sich in der Gegend nieder.
Heute befinden sich 24 Papiermühlen entlang des Fox Rivers, die jährlich mehr als fünf Millionen Tonnen Papier herstellen und ungefähr 50.000 Menschen beschäftigen.

## Umweltverschmutzung
Die hohe Konzentration von Papiermühlen und anderen Industrieanlagen entlang der Ufer des unteren Fox Rivers führten zu einer relativ starken Verschmutzung des Flusses. Zahlreiche Organisationen wie etwa Fox River Watch oder das Fox River/Green Bay Clean Up Project haben sich immer wieder dieses Problems angenommen.
Öffentliche Debatten zu diesem Thema begannen bereits im Jahre 1923. Bis zum Beschluss des Clean Water Act im Jahre 1972 wurde aber wenig bis gar nichts getan. Seitdem setzte man aber viel daran, den Fox River wieder zu säubern. Trotz aller Bemühungen besteht das Problem nach wie vor und der Fluss wird insbesondere von einer Mehrheit der Bevölkerung in der Gegend als stark verschmutzt wahrgenommen.
Einigen Messungen zufolge (Sauerstoff, Zählungen bestimmter Wurmarten) ist der untere Teil des Fox Rivers, entgegen dieser subjektiven Wahrnehmung der Bevölkerung, zumindest im Vergleich mit den Jahren vor 1972 deutlich sauberer geworden. Andere Messungen (Phosphor- und Östrogen-Gehalt) sowie Spuren von pharmazeutischen Mitteln bestätigen das Empfinden der lokalen Bevölkerung und zeigen eine Steigerung der Verschmutzung seit 1972 auf.